# Артур Лундквист
Артур Лундквист (на шведски: Artur Lundkvist) е шведски поет, писател и преводач, автор на над 80 книги и член на Шведската академия от 1968 г. до смъртта си. На български е познат с произведения като „Замъкът на въображението или камъните на делника“, „Роби за Халифата“ и други.
През 1980 г. Лунквист създава награ̀ден фонд на свое име и го поддържа с хонорарите, получени за преведени и издадени в България негови и на съпругата му Мария Вине книги за поощряване на преводачите на български и шведски литературни творби.

## Награди и отличия
- 1956 – Стипендиант на Книжната лотария
- 1958 – Награда „Доблуг“
- 1958 – Ленинска награда за мир
- 1961 – Голяма награда за популяризиране на литературата
- 1962 – Орден „Ленин“ на Съветския съюз
- 1963 – Голяма награда на Де Нио
- 1964 – Награда „Белман“
- 1968 – Почетен доктор на Стокхолмския университет
- 1982 – Награда „Белман“
- 1987 – Litteris et Artibus